# Михайлов, Игорь Николаевич (кроликовод)
Игорь Николаевич Михайлов (1 декабря 1926, Ленинград — 6 декабря 2004, Санкт-Петербург) — советский и российский кроликовод-любитель, автор акселерационной методики выращивания кроликов.
Также, будучи выпускником ЛГИТМиК, работал киноактёром-эпизодником, снявшись во многих фильмах киностудии «Ленфильм».

## Биография
Родился 1 декабря 1926 года в Ленинграде.
Во время Великой Отечественной войны служил в ВВС авиамехаником. Участник обороны Ленинграда, был ранен, в 1942 году прошёл лечение в новосибирском окружном военном госпитале. Награждён медалями «За оборону Ленинграда» и «За Победу над Германией», а также юбилейными наградами, в том числе Орденом Отечественной войны. После войны ещё пять лет служил авиационным механиком.
Окончил Институт физической культуры имени Лесгафта, работал тренером-физиологом.
Параллельно в 1954 году окончил актёрский факультет ЛГИТМиК, и в период с 1951 по 1990 год снимался в эпизодических ролях в кинофильмах. Сыграл несколько десятков ролей, эпизодичных, обычно даже не указываемых в титрах; наиболее значительные, например, в фильмах «Весна в Москве» (1953), «Женя, Женечка и «катюша»» (1967), «Служа Отечеству» (1980), «Эсперанса» (1988).
Известность получил как кроликовод: в 1970-х годах начал разводить кроликов у себя на даче. Как профессиональный спортивный физиолог начал экспериментировать с кормлением и акселерацией молодняка, заметив, что в первые четыре месяца жизни кролик способен расти гораздо быстрее и набирать веса больше, чем это обычно бывает на промышленных кроликофермах. В 1978 году метод Михайлова по акселерационному кролиководству (МИАКРО) получил статус изобретения.
В 1980-е годы нашёл оптимальный способ содержания кроликов, воплотив его в конструкцию двухъярусной клетки (авторское свидетельство № 782773), эта конструкция кроличьей мини-фермы подучила диплом жюри По разделу животноводства Всесоюзный конкурс средств малой механизации для сельского хозяйства.
Метод МИАКРО получил широкое распространение в сельском хозяйстве начиная с 1990-х годов.
Автор нескольких книг о кролиководстве.
Умер в 2004 году в Санкт-Петербурге, похоронен на Смоленском православном кладбище.